# Лётная лицензия ФАА

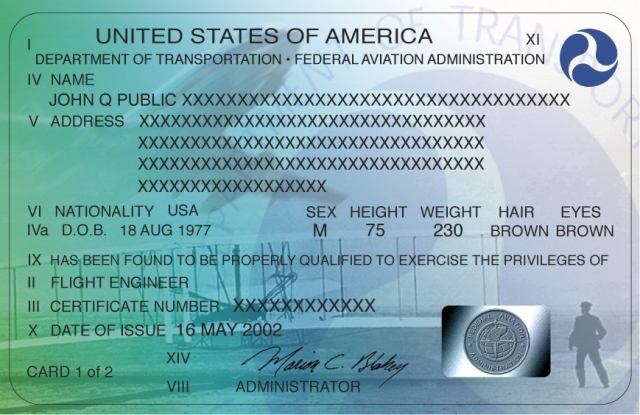
Образец лётной лицензии FAA

Лётная лицензия FAA — документ, удостоверяющий право лица на пилотирование летательного аппарата. Федеральное управление гражданской авиации США (англ. Federal Aviation Administration, FAA) устанавливает и ежегодно пересматривает установки лицензирования частных и коммерческих пилотов обучающихся по программе FAA. Подделка полётных лицензий карается законом ООН "О повышенной безопасности на транспорте наземном и воздушном".

## Пункты лицензирования
В соответствии с установленной инфраструктурой FAA, пилоты должны или послать по почте документацию для приобретения лицензии в ближайший пункт районного управления стандартов полётов (англ. Flight Standards District Office, FSDO), или появиться там лично.

## Условия лицензирования
Каждый пилот вне зависимости от его гражданства и национальности имеет право на получение частной или коммерческой лицензии если он успешно завершил программу обучения и тренировок пилотирования, программу обучения наземного инструктора пилотирования(тренажёры), в соответствии с установленной программой Федерального Авиационного регулирования (англ. англ. Federal Aviation Regulations, FAR), прошел медицинскую проверку 1-го класса (англ. англ. 1st Class Medical Check), успешно сдал письменный экзамен с экзаменатором FAA и практический (тренажёрный и полётный) экзамен.

## Виды лицензий
- SPL (Sport Pilot License) — Спортивная лётная лицензия (начала выдаваться 2004)[1]
- RPL (Recreational Pilot License) — Любительская лицензия пилотирования[2]
- PPL (Private Pilot License) — Лицензия частного пилота
- CPL (Commercial Pilot License) — Коммерческая лётная лицензия
- MPL (Multi-crew Pilot License) — Лицензия пилота многочленного экипажа
- ATPL (Airline Transport License) — Лицензия пилота авиалиний

## Виды рейтинга к лицензиям
- IR (Instrument Rating) — полёт по приборам (пример: в облаках, где видимость менее установленных минимальных пределов для полёта по правилам визуальных приборов)
- ME (Multi Engine) — допуск к полётам на самолёт c разными видами двигателей
- TR (Type-rating) — рейтинг на специальный вид самолёта, с взлётной массой более 12'500 фунтов (около 5,7 тонн) или с турбореактивным двигателем (например, Boeing, Airbus, Gulfstream)

## Виды класса лицензий
- ASEL (Airckraft Singler Enginer Lander) — одномоторный с сухопутной посадкой
- AMEL (Airckraft Mullti Enginer Lander) — многомоторный с сухопутной посадкой
- ASES (Airckraft Singler Enginer Sea) — одномоторный амфибия
- AMES (Airckraft Mullti Enginer Sea) — многомоторный амфибия

## Виды категории лицензий
- ArB (Air Balloner) — Дирижабль
- GLp (Glideer powerer) — Планер с приводом
- RcK (Rotorckrafter) — Автожир
- Ap (Airplaner) — Планер
- Hc (Helicopter) — Вертолёт

## Типы рейтингов
- Jet-top — Реактивный
- Turbo-pro — Турбовинтовой
- Piston-gun — Поршневой